# Нуарон-су-Жевре
Нуаро́н-су-Жевре́ (фр. Noiron-sous-Gevrey) — коммуна во Франции, находится в регионе Бургундия. Департамент коммуны — Кот-д’Ор. Входит в состав кантона Жевре-Шамбертен. Округ коммуны — Дижон.
Код INSEE коммуны — 21458.

## Население
Население коммуны на 2010 год составляло 1056 человек.
| 1962 | 1968 | 1975 | 1982 | 1990 | 1999 | 2010 |
| ---- | ---- | ---- | ---- | ---- | ---- | ---- |
| 214  | 264  | 360  | 405  | 394  | 705  | 1056 |

## Экономика
В 2010 году среди 675 человек трудоспособного возраста (15—64 лет) 540 были экономически активными, 135 — неактивными (показатель активности — 80,0 %, в 1999 году было 80,6 %). Из 540 активных жителей работали 516 человек (256 мужчин и 260 женщин), безработных было 24 (12 мужчин и 12 женщин). Среди 135 неактивных 84 человека были учениками или студентами, 37 — пенсионерами, 14 были неактивными по другим причинам.